# Lepidocephalichthys micropogon
Lepidocephalichthys micropogon es una especie de peces de la familia Cobitidae en el orden de los Cypriniformes.

## Hábitat
Vive en zonas de clima tropical.

## Distribución geográfica
Se encuentra en la península de Malaca y las  cuencas de los ríos Chao Phraya (Tailandia) y Salween.